# Heilig Blut (Elbach)

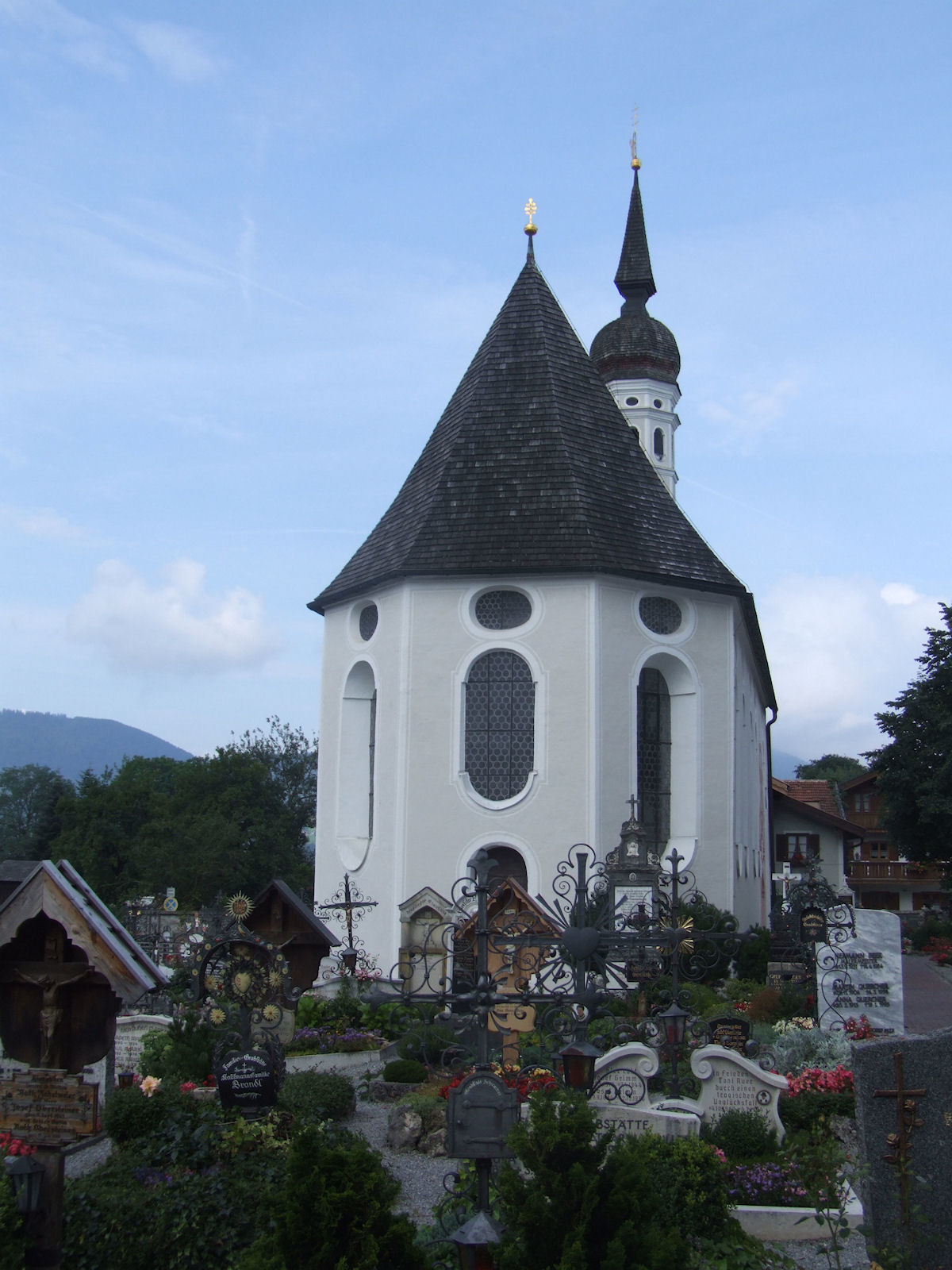
Chor der Friedhofskapelle

Die römisch-katholische Friedhofskapelle Heilig Blut ist eine ursprünglich spätgotische, barockisierte Saalkirche in Elbach, einem Ortsteil der Gemeinde Fischbachau im oberbayerischen Landkreis Miesbach. Sie war früher eine Wallfahrtskirche. Der Kirchenbau befindet sich unmittelbar neben der Pfarrkirche St. Andreas und gehört wie diese zur Kirchengemeinde Elbach im Pfarrverband Oberes Leitzachtal im Erzbistum München und Freising. Wie die benachbarte Pfarrkirche gehört auch diese Friedhofskapelle zu den geschützten Baudenkmälern, die auf der Liste des Bayerischen Landesamtes für Denkmalpflege verzeichnet sind.

## Geschichte und Architektur

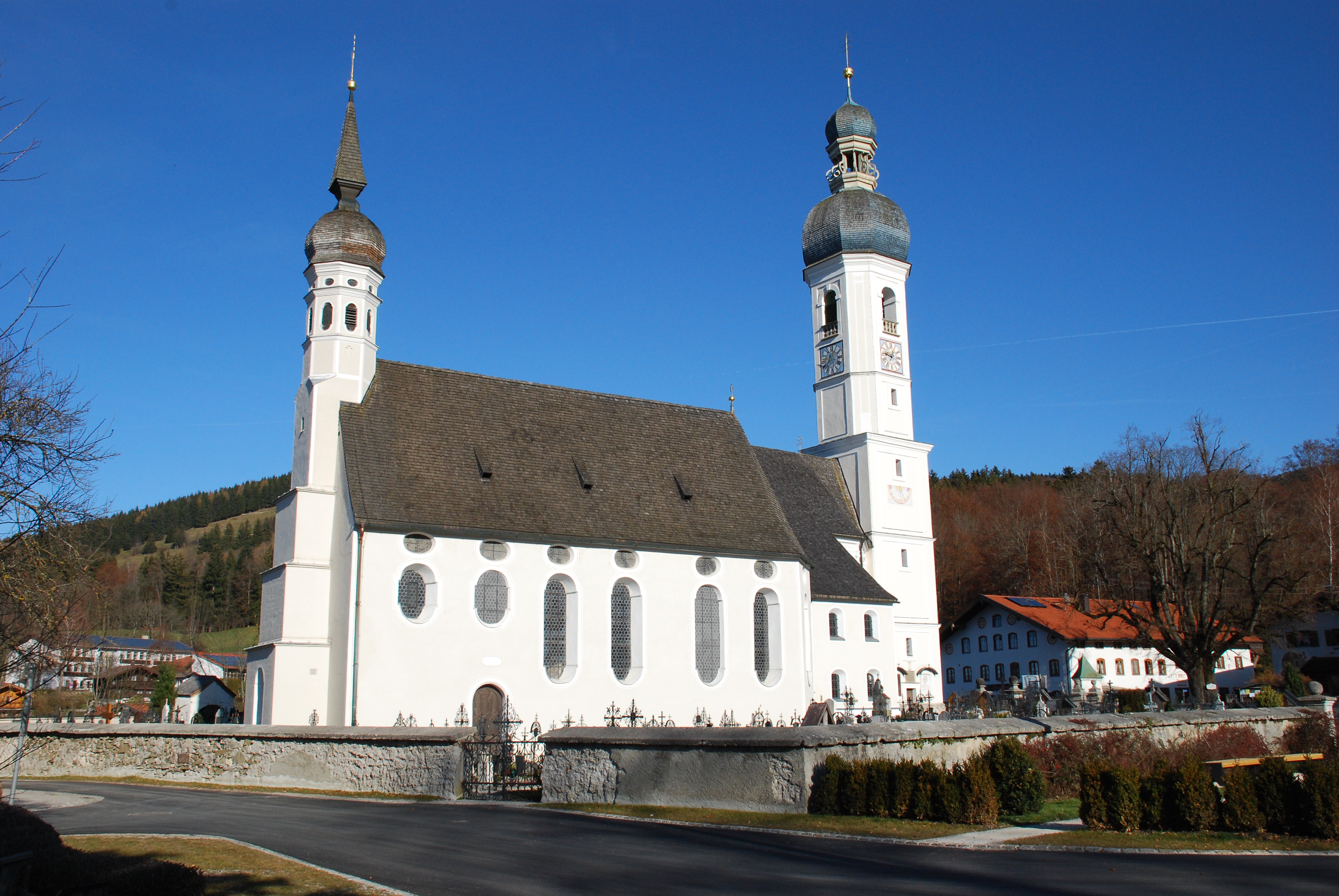
Heilig-Blut-Kapelle mit Pfarrkirche dahinter

### Baugeschichte
Die spätgotische Friedhofskapelle zum Heiligen Blut – ein dreiseitig geschlossener Saalbau mit einem schlanken Turm im Westen – wurde 1669/1670 durch Georg (II), Martin, Wolfgang und Hanns Zwerger in barockem Stil weitgehend erneuert und vergrößert, nachdem eine Seitenmauer und das Gewölbe der alten Kapelle eingestürzt waren. Der damalige Pfarrer Benno Plabst spendete die Hälfte der benötigten Baukosten. Die kleine Kirche wurde 1671 geweiht. 1791 wurde die ehemalige Wallfahrtskirche im Rahmen von Restaurierungsarbeiten mit Ankern stabilisiert. Im 19. Jahrhundert waren weitere Sicherungsmaßnahmen nötig. Das Gewölbe wurde 1855 und 1871 saniert, da es einen durchlaufenden Riss bekommen hatte. 1881/1899 wurde ein vierstufiger stützender Unterbau für den einsturzgefährdeten Turm geschaffen. Eine weitere Restaurierung erfolgte in den Jahren 1984 bis 1987.

### Innenraum

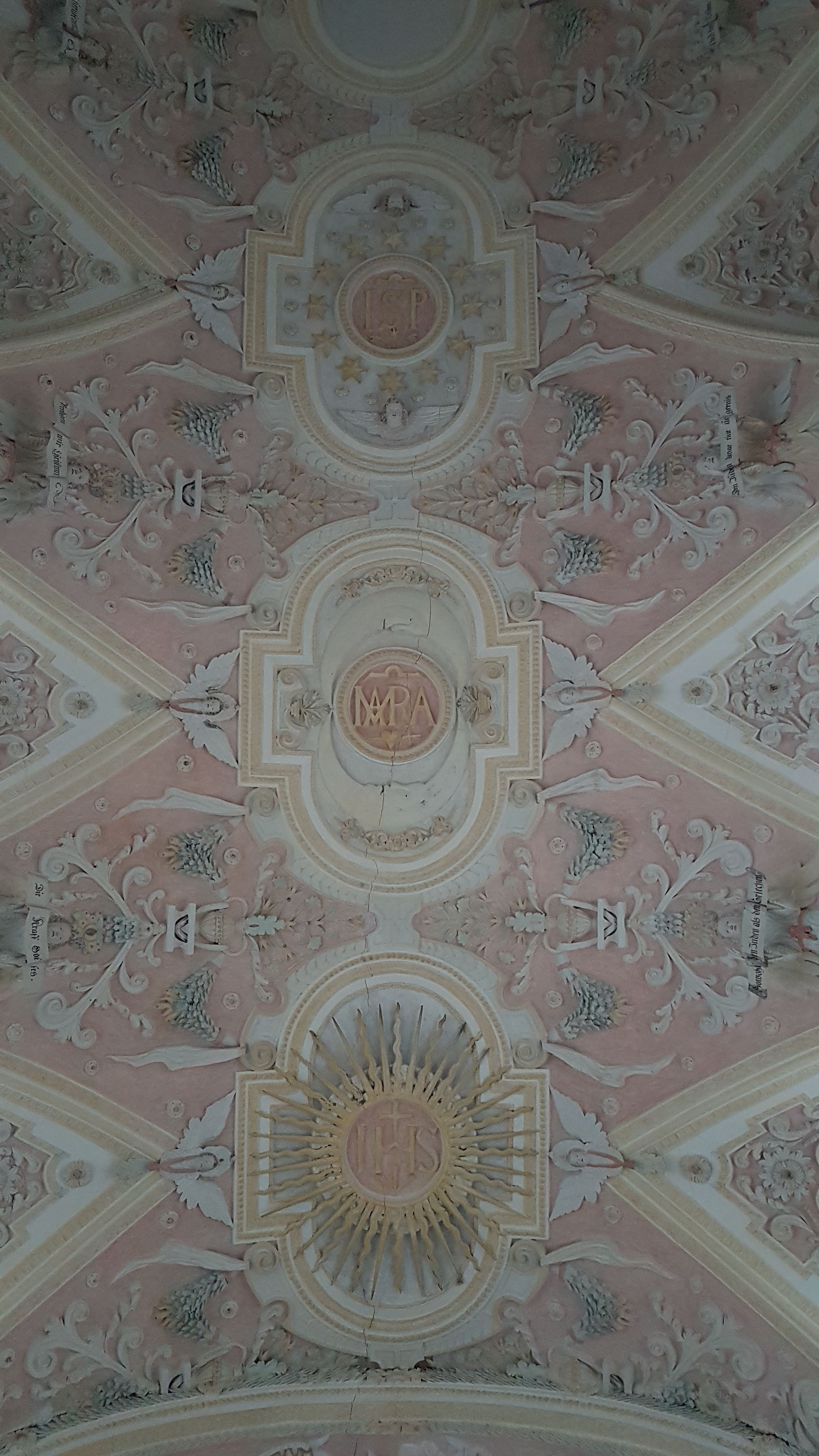
Stuck der Zwerger

Der dreiseitig geschlossene Saalbau zeigt im Innern einen durch Chorbogen abgesetzten Altarraum. Am Eingang ist eine monochrome illusionistische Portalwandmalerei mit einem Blut-Heiland zu sehen. Das Innere ist durch ein Tonnengewölbe mit Stichkappen über kannelierten Pilastern geschlossen. 
Der reiche Stuck aus Schliersee besteht aus Girlanden, Vasen, Ranken, ganzfigurigen Engelsgestalten und einer Christusfigur mit Wundmalen.

## Ausstattung
Der Hochaltar von 1633 von Stephan Zwinckh (Miesbach) ist mit Figuren eines Blut-Heilands und eines Vesperbilds, der Heiligen Petrus, Andreas und Augustinus sowie von Engeln mit den Leidenswerkzeugen ausgestattet; 1672 wurde durch die Künstler Zellner (Kistler), Leisberger (Maler) und Kofler (Bildhauer) eine neue Tabernakelzone eingefügt; seitlich befinden sich supraportierte Aufsatzbilder in Rokokorahmen mit den Heiligen Johann Nepomuk und Aloisius von Gonzaga. Die Seitenaltäre von Anton Niggl im Chor mit originaler Fassung aus der Zeit um 1760 sind mit Altarblättern der Heiligen Leonhard und Florian, Antonius von Padua und Sebastian versehen. Über den Portalen sind zwei Stuckreliefs angeordnet, die den Lanzenstich des Longinus in die Seite Christi mit dem knienden Stifter, Pfarrer Benno Plabst, und die Kreuzabnahme darstellen.
Ehemals waren die Wände mit unzähligen Votivtafeln behängt.

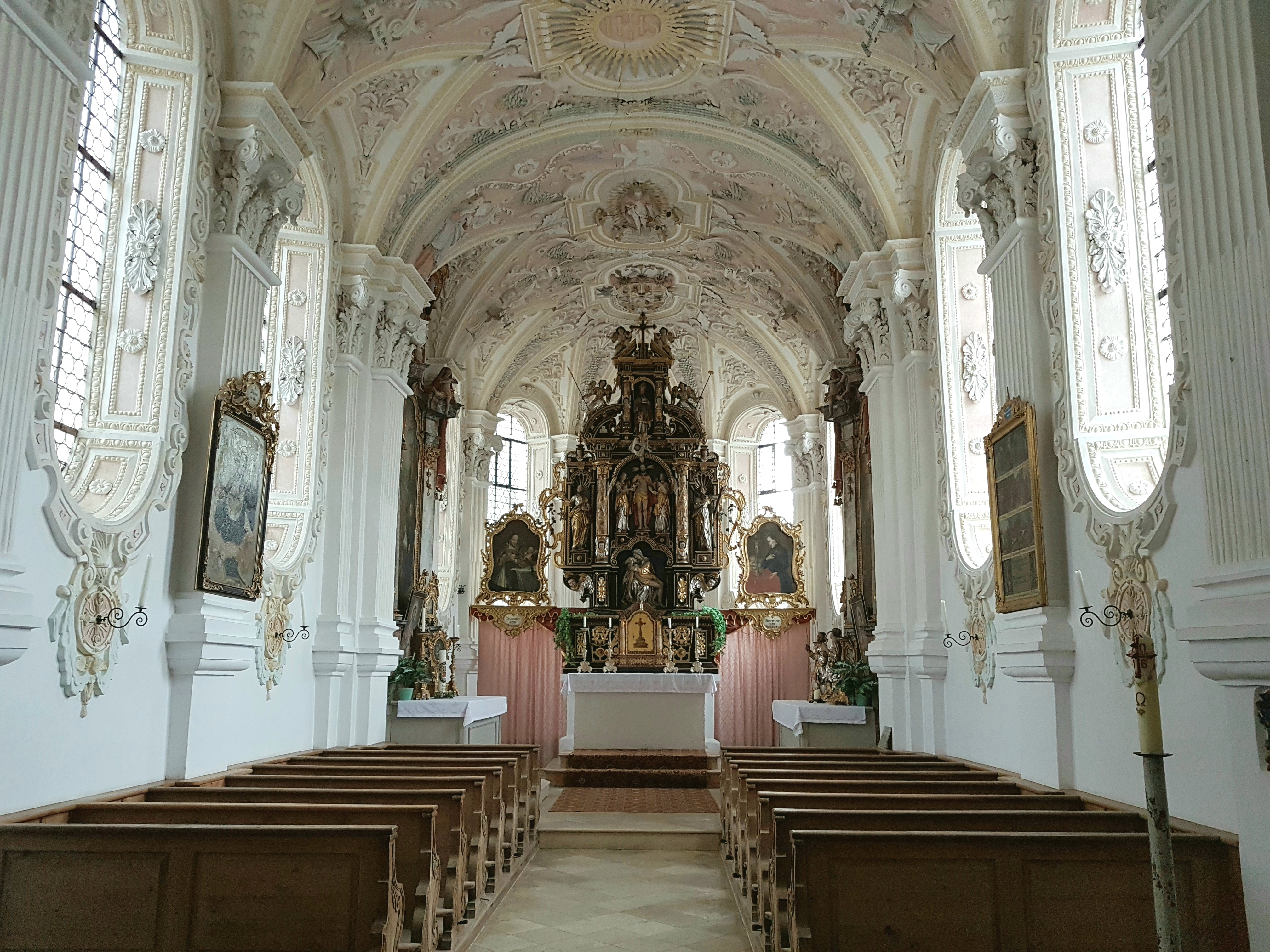
Inneres der Kapelle mit Hochaltar
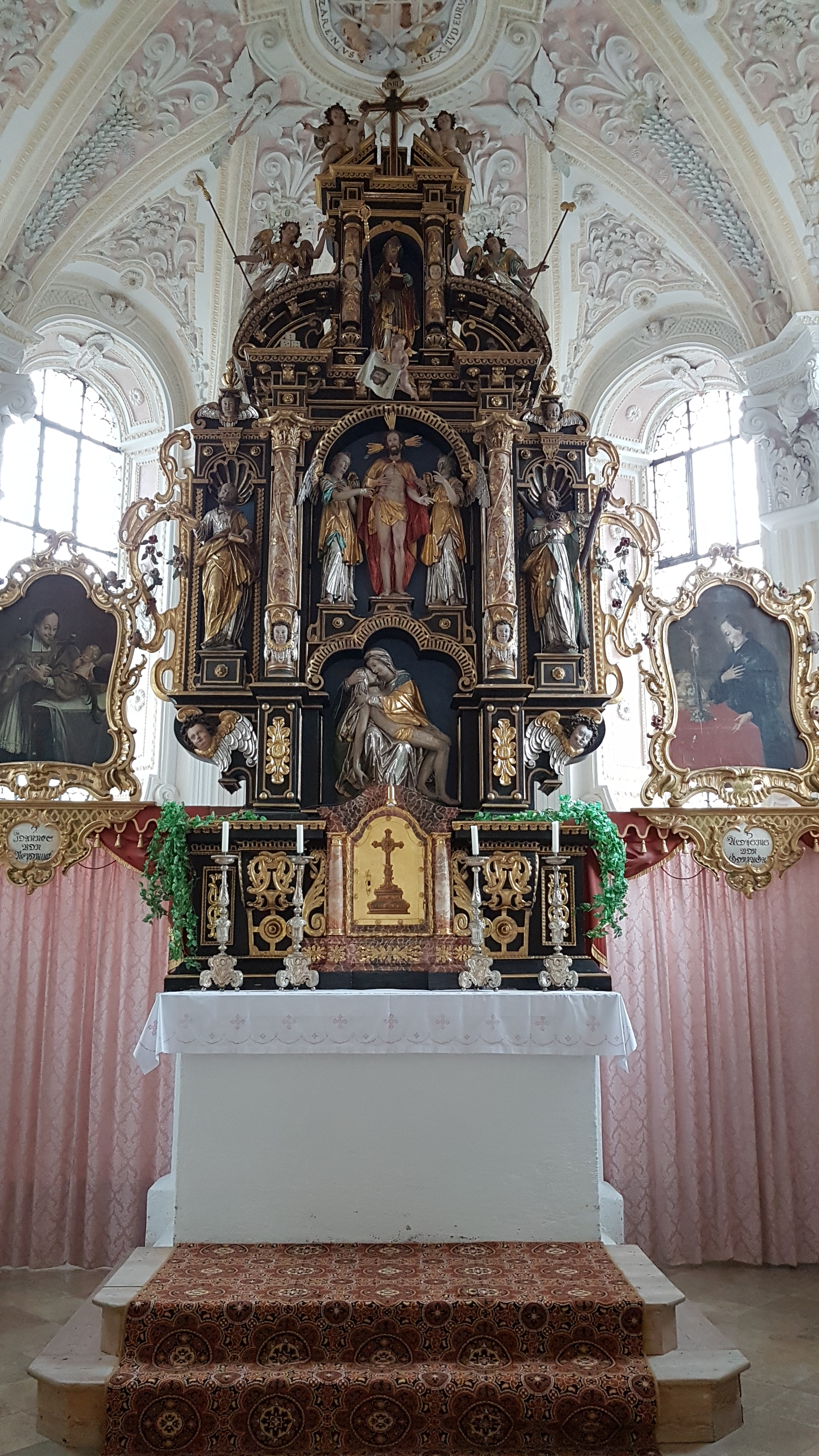
Hochaltar
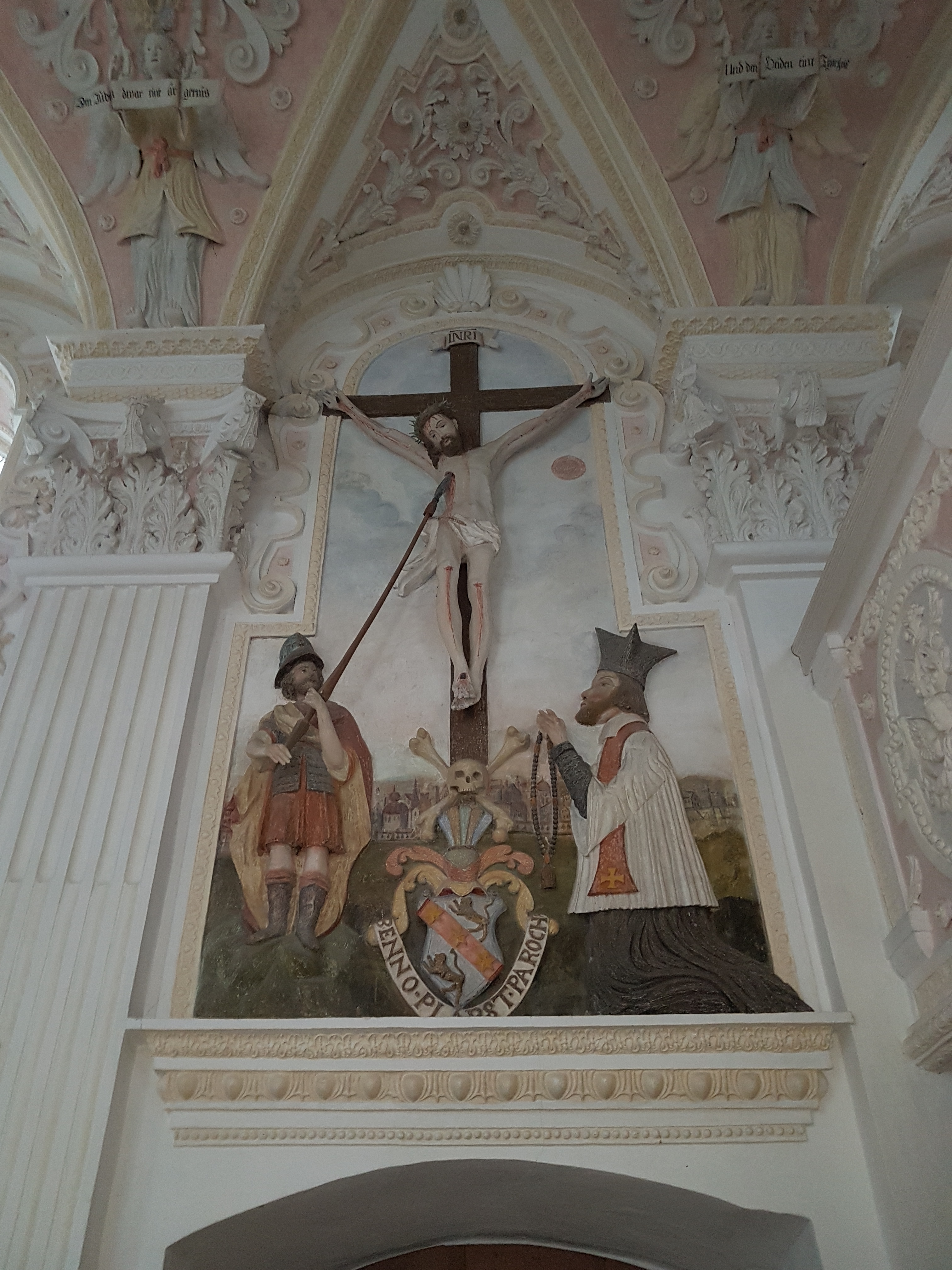
Stuck-Reliefbild Kreuzigungsgruppe mit Longinus
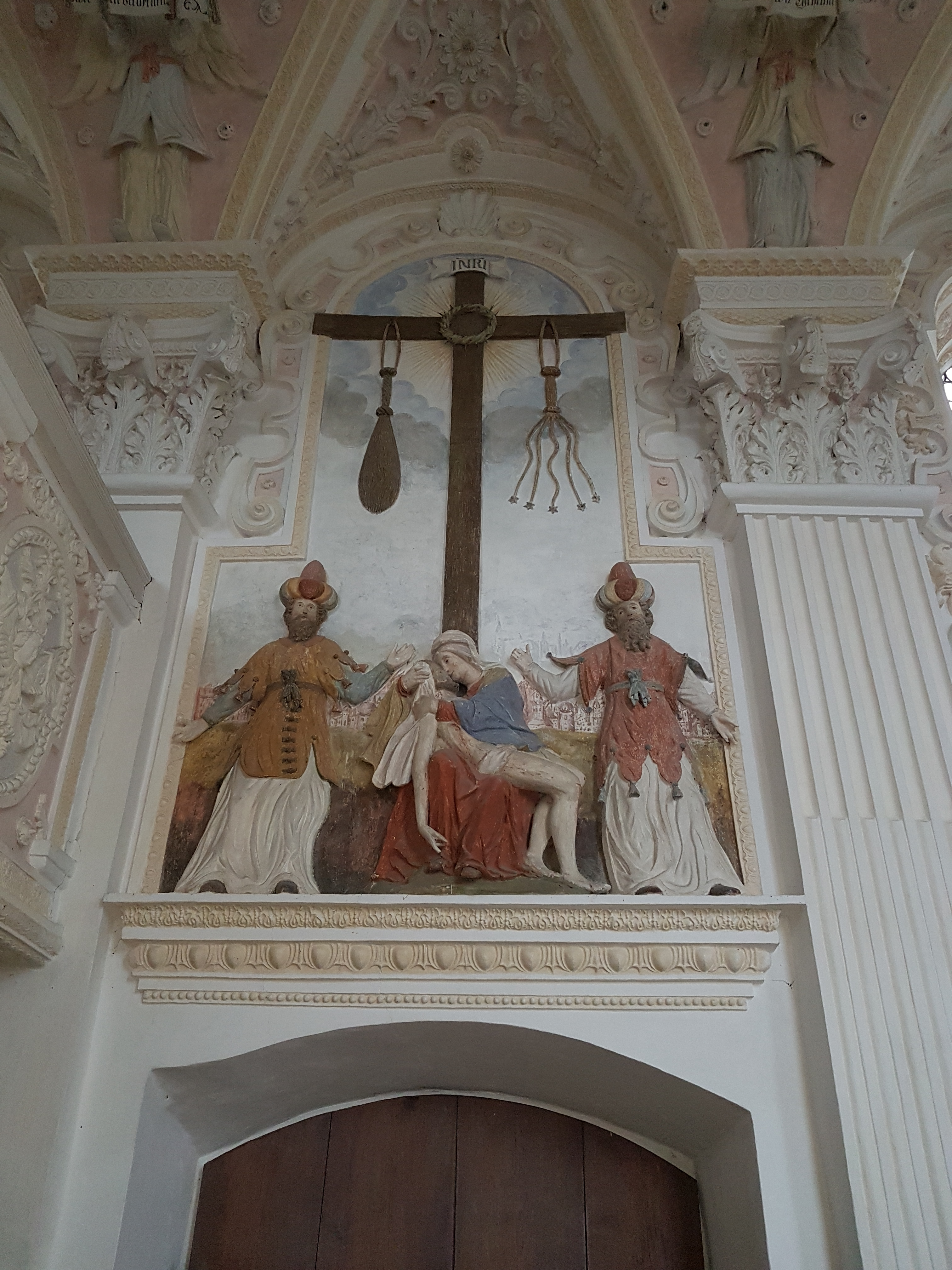
Stuck-Reliefbild mit zwei Pharisäern in türkischer Tracht
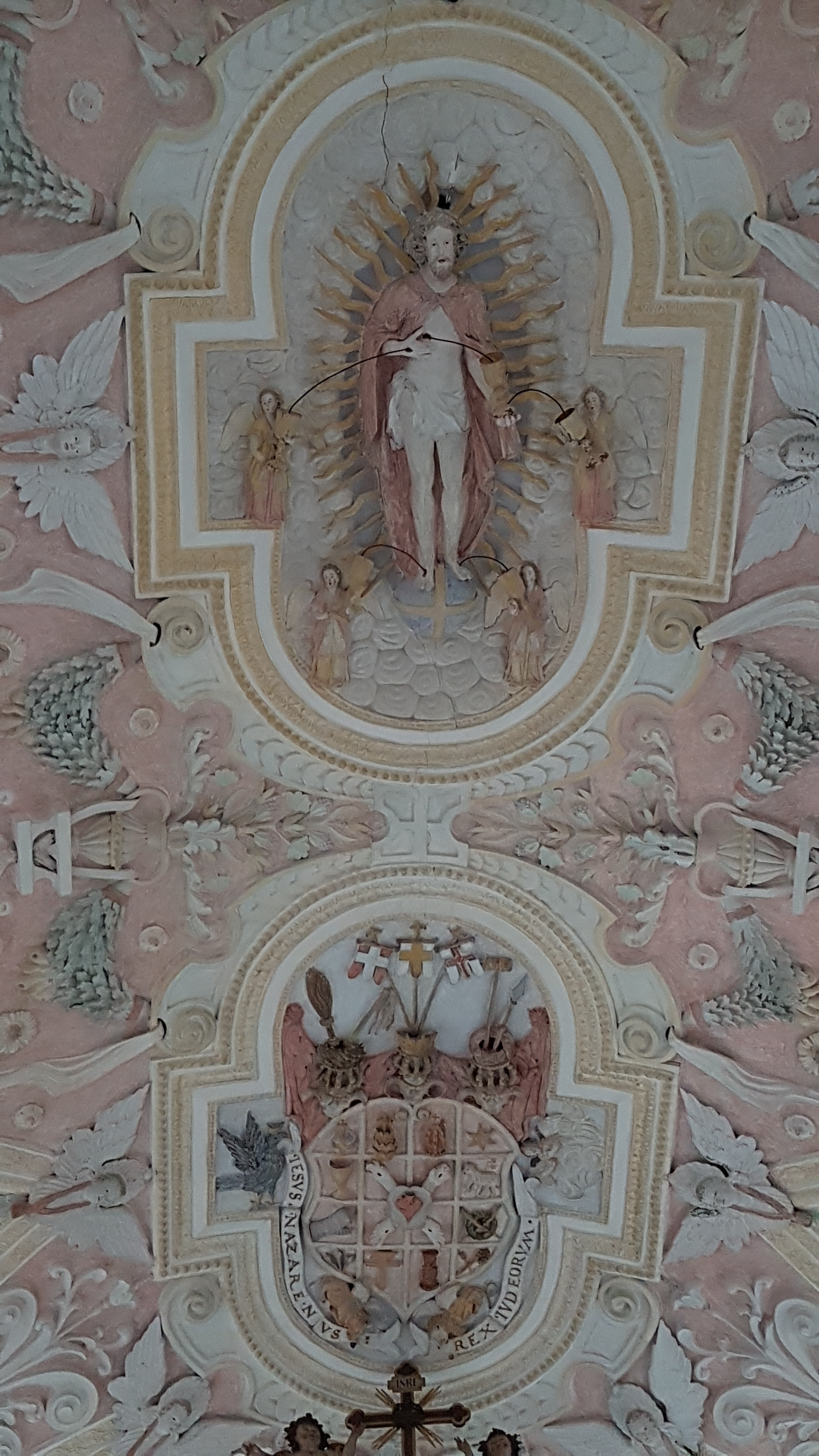
Stuckreliefs am Chorgewölbe

## Orgel

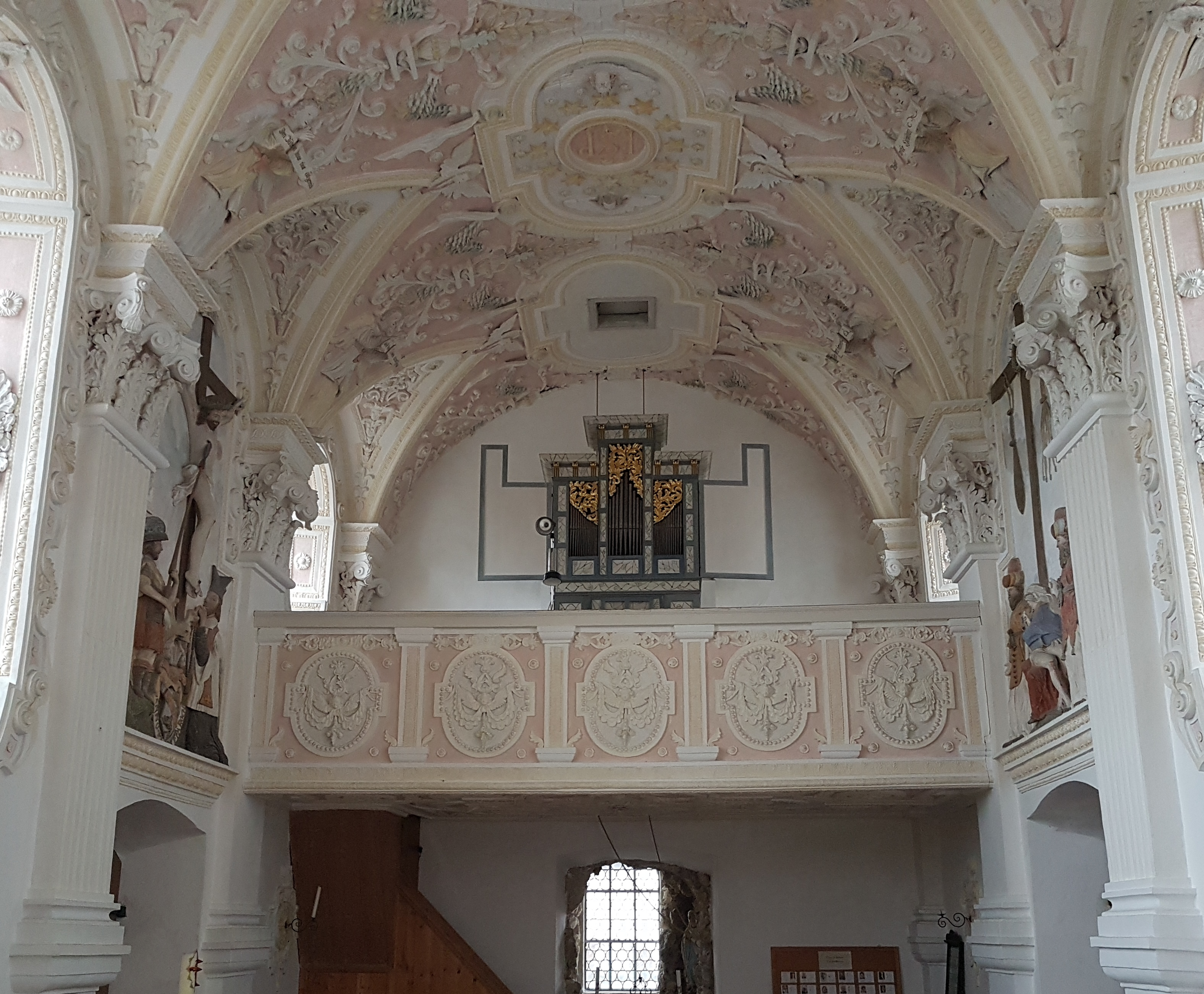
Inneres der Kapelle nach Westen mit Orgel von 1700

Die Orgel in der Heilig-Blut-Kapelle ist eines der wenigen Instrumente, die in Bayern aus der Zeit um 1700 erhalten geblieben sind. Sie stand zunächst in der Kirche St. Andreas und wurde 1787 hierher versetzt. Das Instrument mit sechs Registern auf einem Manual und Pedal wurde im Jahr 2011 durch die Firma Orgelbau Linder restauriert. Die Disposition lautet:
| Manual CDEFGA–c3 |       |                     |
| Copel            | 8′    | Holz, gedeckt       |
| Fletten          | 4′    | Holz, offen         |
| Principal        | 2′    | vollst. im Prospekt |
| Quint            | 1 ⁄2′ | rekonstruiert       |
| Mixtur 2fach     | 1′    |                     |

| Pedal CDEFGA–a0   |    |                               |
| Bass              | 8′ | Holz, offen; repetiert auf c0 |
| Feste Pedalkoppel |    |                               |

Bei den Restaurierungsarbeiten von 2011 wurde die Orgel wieder weitgehend in den Zustand von 1853 zurückversetzt. Die ursprüngliche Balganlage mit zwei Keilbälgen, die von Hand bedient werden können, wurde im Unterkasten der Orgel rekonstruiert. Auch die ursprünglich vorhandenen Flügeltüren wurden ergänzt.